# Кубан
Кубан — хімічна сполука з формулою C8H8, каркасний вуглеводень, атоми вуглецю якого розташовані в просторі в кутах куба. Вперше отриманий в 1964 році Філіпом Ітоном, професором хімії Чиказького університету. Є одним з «платонових вуглеводнів». Має найвищу серед усіх вуглеводнів щільність.
Індивідуальна речовина являє собою білі кристали, добре розчинні в органічних розчинниках.
Похідні кубану (наприклад, октанітрокубан і гептанітрокубан) є щільними і високоефективними вибуховими речовинами.
Метою отримання кубану були фундаментальні дослідження. Кубан становив лише теоретичний інтерес. Зараз же промисловість проявляє інтерес до деяких похідних кубану, які можуть застосовуватись як ліки, вибухові речовини та паливо. 